# ちかまろ
ちかまろ（本名:小川 智佳代（おがわ ちかよ）、1970年9月16日 - ）は、福井県出身の日本の女優。松竹芸能所属。

## 略歴
福井県立足羽高等学校卒業後、大阪の専門学校へ進学。寮生活を始める。
松竹芸能に入社し、レポーターを目指す。松竹芸能養成所において、オセロの松嶋尚美と出会い、親友となる。26歳のときに、3人組のセクシーアイドルグループ「ジーツー」（G2）としてデビュー。C.C.ガールズのライバルとして売り出すも、2年間活動して解散。G2解散後、28歳のときに上京し、女優としての活動を始め、芸名を現在の「ちかまろ」に改める。
その後、松嶋の友人であったことから、テレビ大阪制作のバラエティー番組「きらきらアフロ」にて、"謎の女優"として話題にされるようになる。2010年より、楽曲の作成を始め、自称歌手としての活動を開始し、2011年1月には、「きらきらアフロ」内でも単独ライブを行う。
オリジナルビデオ「電エースキック」（河崎実監督）で共演した元キックボクシング世界チャンピオン小林聡と2019年12月3日に結婚。出演作品の結末を変更した「電エースウェディング」のビデオも制作された。

## 主な参加イベント等
- 2009年8月11日、念願の第一回単独イベント「ちかまろあつまろ(1)」を開催。ゲストは松本麻希と安田大サーカスの安田団長、作家のきよし。ともに大阪を拠点に活動していた時代からのつながりである。
  - 特技として観客に認定されたもの
    - 顔マネ（おかめ）
    - クラリネット
    - フラフープ
    - タップダンス
    - エチュード→以降イベント目玉となっていく
    - イントロクイズ（ちかまろあつまろ(1)inイントロクイズ2009にて接戦の末、優勝。）

- 2010年3月30日、第二回単独イベント「ちかまろあつまろ2」を開催。ゲストは女優・松本麻希と安田団長、そしてオーケイ小島、作家のきよし。終了後は写真撮影会もあり、オーケイ小島は「こんなんで受けるの？（拍手くんの？）」と大変驚いていた。なお、イベント内で使われた紙芝居は希望者に配られた。

- 2010年7月26日〜27日は、グレンツ・ウシオ主催の八幡山での舞台”オリガミ”に客演。歌ありコントありの舞台であった。

- 2010年8月16日、松竹若手芸人怪談ライブ第二部に出演。「ちか～2」にて披露した自身の恐怖体験（本人気付かず、「ちか～2」にて、ファンより指摘された）を語った。司会は北野誠。

- 2010年9月16日、40歳記念イベント「ちかまろあつまろ・バースディライブ」開催。ゲストはアメリカザリガニ、オジンオズボーン、タロット占いで有名な濱口善幸（よゐこ濱口優の弟）。構成はきよし。ラストに自作の歌「40レーダーLOVEレーダー」を披露。伴奏は松嶋尚美の夫であるヒサダトシヒロ。ヒサダは、作詞やメロディもフォロー。その場にいてその歌を実際に聞いていた松嶋尚美は、10月放送のきらきらアフロ内のトークにて、その様子をモノマネで再現。歌とともにハーモニカ（コードを無視して購入）も披露するものだった。

## 出演

### テレビドラマ
- ショカツ（フジテレビ）
- 花嫁とパパ（フジテレビ）
- 土曜ワイド劇場『ぽっかや温泉殺人事件』（2007年、テレビ朝日）
- 死化粧師（テレビ東京）[2]
- 逃亡医F 第1話（2022年1月15日、日本テレビ）
- GO HOME〜警視庁身元不明人相談室〜 第4話（2024年8月3日、日本テレビ）[3]

### テレビバラエティ
- バニラ気分!・マツケン・今ちゃん・オセロのGO!GO!サタ（フジテレビ）
- きらきらアフロ（テレビ東京）
- カートゥンKAT-TUNスペシャル（日本テレビ） - 「KAT-TUNの先輩教えて下さい! 大人になるための100個のオキテ」

### オリジナルビデオ
- 電エースキック（2019年、リバートップ）
- 電エースウェディング（2020年、リバートップ）　※電エースキックの結末差し替えバージョン

### 舞台
- スカロボフェア
- LAMBS DAY AFTERNOON～羊たちの午後～
- 罪と罰

### CM
- ライオン オーラルヘルスガム「メディッシュ」主婦役（2008年4月～）

### PV
- KILLERS「TROUBLE QUEEN」「JAPANESE GIRL」

### DVD
- 本質（2020年10月22日、IDOL VENUS）